# Rosie Day
Rosie Jane Day (Cambridge, Inglaterra; 6 de marzo de 1995) es una actriz británica, más conocida por haber interpretado a Angel en la película The Seasoning House y a Millie Bartham en la serie Homefront.

## Biografía
Es la menor de tres hermanos.
Rosie sale con el actor británico Luke Roskell.

## Carrera
En 2002 interpretó a Henrietta Emma "Etty" Darwin, una de las hijas de Charles Darwin en la película Darwin's Daughter. 
En 2003 apareció en un comercial televisivo para "Cheerio". Interpretó a Emma en Pants on Fire de la CBBC. Dio vida a Hazelen el episodio piloto de la serie Dead Gorgeous. 
En 2004 se unió al elenco de la serie Bernard's Watch, donde dio vida a Nicolette hasta el final de la serie en 2005. 
En 2006 prestó su voz para el personaje de Laura Large en el show The Large Family. 
En 2008 interpretó a Tess Elliot en la serie médica Harley Street.
En 2011 apareció como invitado en la serie médica Doctors, donde dio vida a Alice Goodson en el episodio "Choice"; anteriormente había aparecido por primera vez en la serie en 2009, cuando interpretó a Meg White durante el episodio "Teotwawki". 
En 2012 apareció en la película de terror The Seasoning House, donde interpretó a Angel. 
Ese mismo año interpretó a Millie Bartham en la miniserie Homefront. 
En 2013 fue elegida como una de las "Screen Internationals Stars of Tomorrow".
En 2014 se unió a la película Ironclad: Battle for Blood, donde dio vida a Kate De Vesci. 
En 2016 apareció como invitada en el tercer episodio de la segunda temporada de la serie Grantchester, donde interpretó a Joan Whitaker. 
Ese mismo año, se unió al elenco de la segunda temporada de la popular serie Outlander, donde interpreta a  Mary Hawkins.
En octubre del mismo año se anunció que se había unido al elenco de la película Down A Dark Hall, donde dio vida a Sierra.
En 2017 se unió al elenco principal de la serie Living the Dream donde interpreta a la adolescente Tina Pemberton.

## Filmografía

### Series de televisión
| Año             | Serie                    | Personaje                     | Notas                                  |
| --------------- | ------------------------ | ----------------------------- | -------------------------------------- |
| 2019            | Good Omens               | Lisa                          | miniserie                              |
| 2017 - presente | Living the Dream         | Tina Pemberton                | 6 episodios                            |
| 2018            | Watership Down           | Thethutinang                  | 3 episodios - miniserie                |
| 2017            | Prime Suspect 1973       | Pam Tennison                  | 5 episodios                            |
| 2016            | Outlander                | Mary Hawkins                  | 6 episodios                            |
| 2016            | Grantchester             | Joan Whitaker                 | episodio # 2.3                         |
| 2015            | Cuffs                    | Stacey                        | 2 episodios                            |
| 2014            | Siblings                 | Ellie                         | episodio "Intern School"               |
| 2013            | Misfits                  | Lucy                          | episodio # 5.1                         |
| 2012            | Homefront                | Millie Bartham                | 6 episodios - miniserie                |
| 2012            | DCI Banks                | Hannah Rothwell               | 2 episodios                            |
| 2012            | Holby City               | Kay Barker                    | episodio "Butterflies"                 |
| 2011            | Doctors                  | Alice Goodson                 | episodio "Choice"                      |
| 2010            | Summer in Transylvania   | Mirana                        | episodio "Attack of the Psycho Dates"  |
| 2008            | Half Moon Investigations | Shell Travers                 | episodio "The Case of the Purple Pool" |
| 2008            | Harley Street            | Tess Elliot                   | 4 episodios                            |
| 2007            | My Life as a Popat       | Tatiana                       | 8 episodios                            |
| 2007            | Fallen Angel             | Lucy                          | miniserie                              |
| 2006            | The Romantics            | Dorothy Wordsworth (de joven) | miniserie                              |
| 2006            | The Large Family         | Laura Large                   | -                                      |
| 2004 - 2005     | Bernard's Watch          | Nicolette                     | 24 episodios                           |
| 2003            | Trust                    | Emma Naylor                   | 6 episodios                            |
| 2002            | Family Affairs           | Harriet Matherson             | 7 episodios                            |
| 2002            | Big Train                | Jenny                         | episodio # 2.3                         |
| 2002            | In Deep                  | Charlotte Lamb                | 2 episodios                            |
| 2000            | Black Books              | Rachel                        | 3 episodios                            |
| 1999            | Hope & Glory             | Emma                          | 6 episodios                            |

### Películas
| Año  | Título                     | Personaje       | Notas |
| ---- | -------------------------- | --------------- | --- |
| 2017 | Down a Dark Hall           | Sierra          | junto a AnnaSophia Robb, Uma Thurman, Isabelle Fuhrman, Kirsty Mitchell y Taylor Russell                           |
| 2016 | Heretiks                   | Hermana Emeline | junto a Hannah Arterton, Michael Ironside, Clare Higgins, Petra Bryant y Sian Breckin                              |
| 2015 | All Roads Lead to Rome     | Summer Falk     | junto a Sarah Jessica Parker, Raoul Bova, Claudia Cardinale                                                        |
| 2014 | Ironclad: Battle for Blood | Kate De Vesci   | junto a Michelle Fairley, Roxanne McKee, Danny Webb, Tom Austen, Predrag Bjelac, David Rintoul & Twinnie Lee Moore |
| 2012 | The Seasoning House        | Angel           | junto a Sean Pertwee, Kevin Howarth, Anna Walton, Jemma Powell, David Lemberg, Amanda Wass & Sean Cronin           |
| 2002 | Darwin's Daughter          | Etty Darwin     | junto a Annabelle Apsion, Lara Harvey, Janis Robinson & Pip Torrens                                                |

### Directora y escritora
| Año  | Serie        | Notas                         |
| ---- | ------------ | ----------------------------- |
| 2014 | Girl to Girl | corto - directora & escritora |

### Teatro
| Año  | Obra                           | Personaje          | Director      | Teatro                 | Notas                                                             |
| ---- | ------------------------------ | ------------------ | ------------- | ---------------------- | ----------------------------------------------------------------- |
| 2014 | Velocity                       | Dot                | -             | Finborough Theatre     | -                                                                 |
| 2012 | Pussy Riot                     | Kate               | -             | Royal Court Theatre    | -                                                                 |
| 2011 | Microwave                      | Becky              | -             | Royal National Theatre | -                                                                 |
| 2010 | Spur of the Moment             | Naomi              | Jeremy Herrin | Royal Court Theatre    | junto a Shannon Tarbet, Kevin Doyle, Sharon Small & James McArdle |
| 2006 | Les Misérables                 | Cosette (de joven) | -             | Palace Theatre         | -                                                                 |
| 2002 | Winter's Tale                  | Bohemia            | -             | Royal National Theatre | -                                                                 |
| 2001 | A Playboy of the Western World | Lily               | -             | Royal National Theatre | -                                                                 |
| 2000 | Summerfolk                     | Anya               | -             | Royal National Theatre | -                                                                 |

## Premios y nominaciones
| Año  | Categoría    | Premio                | Película            | Resultado |
| ---- | ------------ | --------------------- | ------------------- | --------- |
| 2013 | Best Actress | Festival Trophy Award | The Seasoning House | Ganadora  |